# 宮崎県道434号風田星倉線
宮崎県道434号風田星倉線（みやざきけんどう434ごう かぜたほしくらせん）は、宮崎県日南市を通る一般県道である。

## 概要

### 路線データ
- 起点：日南市大字風田（風田交差点、国道220号交点）
- 終点：日南市星倉6丁目（馬越交差点、国道222号交点）

## 歴史
- 1959年（昭和34年）6月1日 - 一部区間が「殿所風田線」として、宮崎県告示第226号[1]により路線認定される。当時の整理番号は138。
- 1995年（平成7年）3月31日
  - 宮崎県道434号殿所風田線が、宮崎県告示第432号[2]により路線廃止となる。
  - 現在の路線が、宮崎県告示第431号[3]により路線認定される。

## 地理

### 通過する自治体
- 日南市

### 交差する道路
| 交差する道路           | 交差する場所 | 交差する場所      |
| ---------------------- | ------------ | ----------------- |
| 国道220号              | 大字風田     | 風田交差点 / 起点 |
| 宮崎県道28号日南高岡線 | 大字東弁分   | 東郷交差点        |
| E78 東九州自動車道     | 大字東弁分   | 32 日南東郷IC     |
| 国道222号              | 星倉6丁目    | 馬越交差点 / 終点 |

### 沿線
- 日南総合運動公園
  - 日南総合運動公園野球場（東光寺球場）